# Schwabhausen bei Landsberg
Schwabhausen bei Landsberg (amtlich Schwabhausen b.Landsberg) ist ein Ortsteil der Gemeinde Weil im oberbayerischen Landkreis Landsberg am Lech.

## Geographie
Das Pfarrdorf liegt im Südosten des Naturraums Fürstenfeldbrucker Hügelland an der Grenze zum Ammer-Loisach-Hügelland, etwa 4,5 km östlich des Gemeindesitzes Weil und 10 km nordöstlich der Kreisstadt Landsberg am Lech. Der Ort ist von einem nur im Westen unterbrochenen Ring von Wäldern umgeben. Am nordwestlichen Ortsende vorbei fließt der Loosbach, ein Zufluss des Verlorenen Baches, der Oberlauf der Friedberger Ach.
Nachbarorte sind im Nordosten das Dorf Kaltenberg (Gemeinde Geltendorf), im Südosten der Weiler Machelberg, im Südwesten das Pfarrdorf Ramsach (Gemeinde Penzing) und im Westen das zu Weil gehörende Pfarrdorf Geretshausen.
Die Staatsstraße St 2054 durchquert Schwabhausen und führt südwestlich nach Landsberg und nordöstlich nach Fürstenfeldbruck. Sie wird im Ort von der Kreisstraße LL 7 mit Versatz gekreuzt. Die Bahnstrecke München–Buchloe berührt Schwabhausen im Süden.

## Geschichte
Am 1. Mai 1873 wurde die südlich am Ort vorbeiführende Bahnstrecke München–Buchloe mit dem Bahnhof Schwabhausen in Betrieb genommen. 1985 wurde der Bahnhof aufgelassen. Im April 1945 wurde hier ein von einer SS-Wachmannschaft bewachter Güterzug mit 500 KZ-Häftlingen aus dem KZ-Außenlager Kaufering IV – Hurlach durch die US Army Air Force gestoppt.
Zum 1. Januar 1972 wurde im Zuge der Gebietsreform die vormals selbständige Gemeinde Schwabhausen mit ihren Ortsteilen Machelberg und Schwabhausen b.Landsberg, Weiler/Bahnhof in die Gemeinde Weil eingegliedert. Der Bahnhof ist mittlerweile baulich mit Schwabhausen verbunden und kein eigener Ortsteil mehr. Am 29. Mai 1985 wurde der Personenverkehr am Bahnhof Schwabhausen aufgrund zu geringer Fahrgastzahlen eingestellt, das Empfangsgebäude blieb erhalten und dient heute als Wohngebäude.

## Baudenkmäler

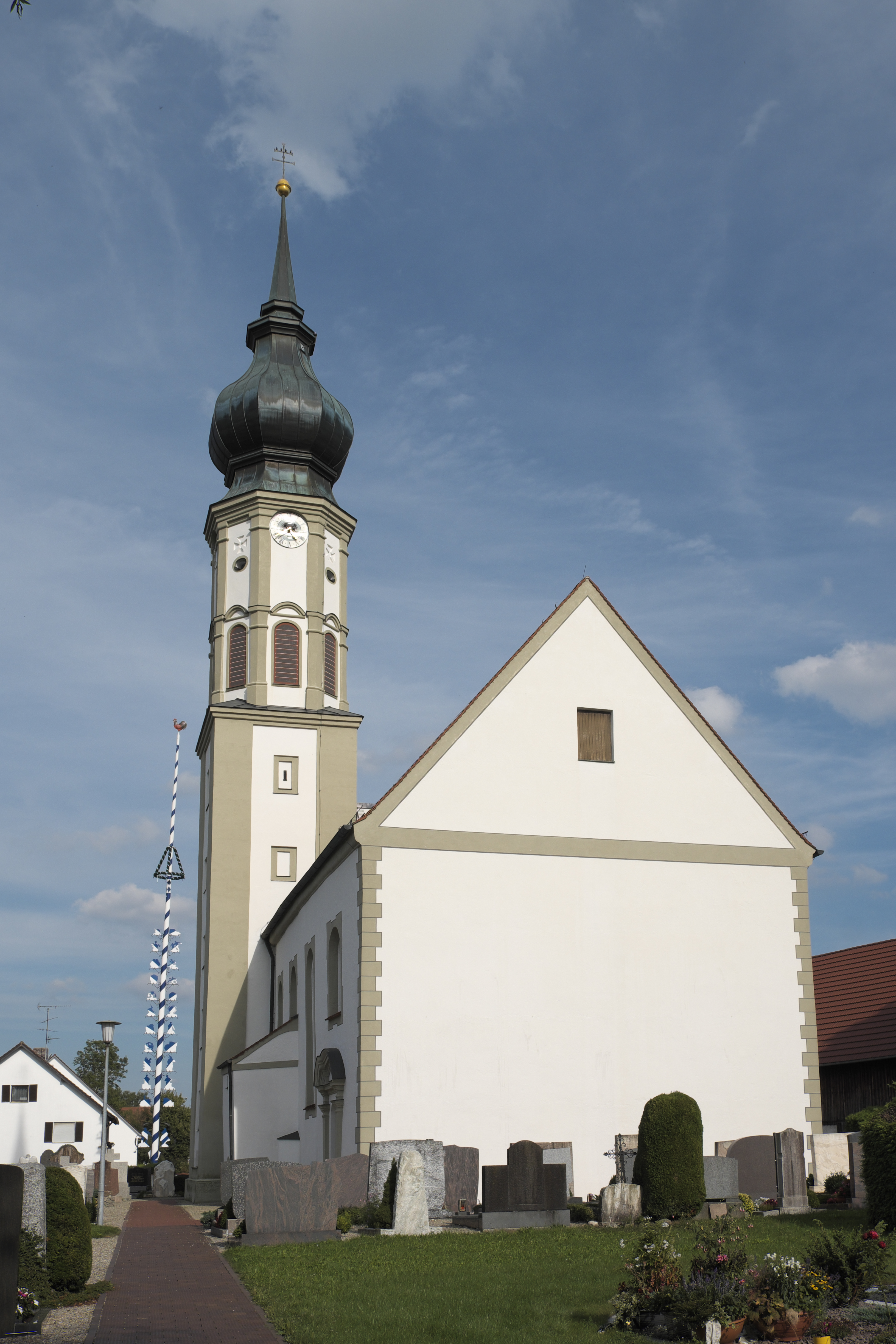
Pfarrkirche Heilig Kreuz

- Katholische Pfarrkirche Heilig Kreuz
- Pfarrhaus
- St. Leonhard (Schwabhausen bei Landsberg)

Siehe auch Liste der Baudenkmäler in Schwabhausen bei Landsberg

## Bodendenkmäler
Siehe: Liste der Bodendenkmäler in Weil (Oberbayern)

## Kultur
Seit 2001 ist in Schwabhausen das von Otto Novoa gegründete Unser Theater ansässig. Dort sind regelmäßig Theater, Konzerte, Tanz, Tagungen und Workshops regionaler und internationaler Künstler zu erleben. Des Weiteren gibt es auch im Bürgerhaus Schwabhausen kulturelle Veranstaltungen.